# جامعه‌شناسی تجربی
جامعه‌شناسی تجربی (به انگلیسی: Empirical sociology) مطالعه جامعه‌شناسی بر اساس روش‌ها و تکنیک‌های روش‌شناختی برای گردآوری، پردازش و انتقال اطلاعات اولیه جامعه‌شناختی است. وضعیت جنبه‌های زندگی اجتماعی مانند اقتصاد، قانون، خانواده و سیاست را در طول پژوهش شرح می‌دهد. جامعه‌شناسی تجربی اغلب با جنبه‌هایی از زندگی روزمره با عقل سلیم سروکار دارد، که آن را به‌عنوان یک منبع، نوعی دانش در نظر می‌گیرد. جامعه‌شناسی تجربی به طور استقرایی مطالعه می‌کند که مردم چگونه از یکدیگر قدردانی می‌کنند و با آنها کنار می‌آیند. جامعه‌شناسی تجربی یک سنت آمریکایی است که ریشه در جنبش‌های اصلاحات اجتماعی در عصر ترقی‌خواهی دارد.

## تعریف
وظیفه جامعه‌شناسی تجربی انجام پژوهش‌های استقرایی در مورد یک پدیده اجتماعی خاص است.
- فردیناند تونیس جامعه‌شناس آلمانی، جامعه‌شناسی تجربی را مجموعه‌ای از اطلاعات یا شواهد واقعی تعریف کرده است.[۶][۷]
- موریس جانوویتز جامعه‌شناس، جامعه‌شناسی تجربی را گردآوری و برنامه‌ریزی شاخص های تجربی تغییر تعریف می‌کند.[۸] موریس رابطه بین تاریخ و جامعه‌شناسی تجربی را این‌گونه توصیف می‌کند: «در این مرحله، جامعه‌شناسی و «تاریخ» همگرا می‌شوند. تمام جامعه‌شناسی تجربی تاریخ است ولی تاریخ همه جامعه‌شناسی تجربی نیست.»[۸]

## زمان بندی
اولین مرحله جامعه‌شناسی تجربی با تغییراتی نشان داده شد که مکتب شیکاگو در بین سال‌های 1895 و 1929 در رویه علمی ایجاد کرد.
- بری اسمارت، جامعه‌شناس آمریکایی، در کتاب خود با عنوان «جامعه‌شناسی، پدیدارشناسی و تحلیل مارکسیستی» می‌گوید جامعه‌شناسی تجربی در اروپای شرقی تأسیس شده است.[۱۰]
- لودویگ گامپلویچ جامعه‌شناس لهستانی، پژوهش های جامعه‌شناختی در مورد جامعه و قانون انجام داده است. سهم اصلی گامپلویچ در توسعه جامعه‌شناسی تجربی تمرکز آن بر گروه‌هایی از مردم است.[۱۱]
- اتو نویرات فیلسوف علم و جامعه‌شناس اتریشی، در توسعه جامعه‌شناسی تجربی نقش اساسی داشت.[۱۲]

## رویکردها
جامعه‌شناسی تجربی،
- مانند نظریه سیستمی تالکوت پارسونز جامعه‌شناس آمریکایی، به‌عنوان «اثبات‌گرایی» تعریف و نقد می‌شود.
- برای تئودور آدورنو، اثبات‌گرایی در اینجا با دو ویژگی نه لزوما مرتبط مشخص می‌شود.[۱۳]

### تجربه‌گرایی و اثبات‌گرایی
رویکردهای تجربی و اثبات‌گرایی در جامعه‌شناسی استدلال می‌کنند که گردآوری و تحلیل داده‌ها مهم هستند. تجربه‌گرایی این ایده است که دانش تنها می تواند بر اساس آنچه حواس ما به ما می‌گویند، به جای افکار و احساسات ما باشد. بنابراین، جامعه‌شناسی تجربی این دیدگاه است که جامعه‌شناسی باید مبتنی بر داده‌های گردآوری‌شده از حواس ما باشد تا نظریه ابژه انتزاعی. اثبات‌گرایی در ابتدا شبیه تجربه‌گرایی به نظر می‌رسد ولی اثبات‌گرایی تا حدی این اعتقاد است که مسایل اجتماعی را باید با استفاده از روش های علوم فیزیکی مطالعه کرد.